# بوفالو (کانزاس)
بوفالو (به انگلیسی: Buffalo) شهری در ایالت کانزاس کشور ایالات متحده آمریکا است که جمعیت آن در سرشماری سال ۲۰۱۰ میلادی، ۲۳۲ نفر بوده‌است.